# Microchrysa ghesquierei
Microchrysa ghesquierei är en tvåvingeart som beskrevs av Lindner 1938. Microchrysa ghesquierei ingår i släktet Microchrysa och familjen vapenflugor. Inga underarter finns listade i Catalogue of Life.